# Siostry (polski serial telewizyjny)
Siostry – polski serial obyczajowy z 2009 w reżyserii Wojciecha Nowaka emitowany od 17 października 2009 do 16 stycznia 2010 na antenie TVP1.
Był kręcony w Serocku.

## Opis fabuły
Siostry zakonne (w różnym wieku, innym pochodzeniu społecznym oraz odmiennym temperamencie): Prudencja, Lukrecja, Filipa, Klara i Zenobia są zakonnicami żeńskiego zakonu Sióstr Nieustającej Pomocy. Każda z sióstr posiada silną osobowość oraz determinację, aby wspólnie nieść pomoc ludziom. Łączy je wiara w ludzi oraz dobro im okazywane.

## Obsada
- Maria Pakulnis – siostra Prudencja
- Marta Lipińska – siostra Lukrecja
- Anna Wojnarowska – siostra Zenobia
- Olga Sarzyńska – siostra Klara
- Magdalena Warzecha – siostra Filipa
- Tadeusz Chudecki – ksiądz Walenty
- Joanna Bogacka – siostra Maksyma
- Elżbieta Jarosik – pani Jadwiga
- Monika Kwiatkowska-Dejczer – Mariola
- Klara Bielawka – Ela
- Piotr Cyrwus – Zbysio
- Marcin Troński – Zenon Dziubas vel Dziubowski
- Ewelina Serafin – sekretarka Dziubasa
- Anna Tomaszewska – Zofia, gosposia księdza
- Grzegorz Grabowski – Jasio
- Henryk Łapiński – doktor Łęcki

Gościnnie
- Dobromir Dymecki – Franek Budzyk
- Paweł Kleszcz – prokurator
- Antoni Ostrouch – Zdzisław, strażak i mechanik
- Piotr Rękawik – Roman
- Zofia Charewicz – siostra Zwadowska
- Agnieszka Wosińska – Matylda Poźniak
- Robert Wrzosek – młodszy aspirant Paluszko

## Spis odcinków
| Nr | Tytuł              | Data emisji          | Oglądalność | Dzień i pora emisji |
| -- | ------------------ | -------------------- | ----------- | ------------------- |
| 1  | Dobra pani         | 17 października 2009 | 3 790 000   | sobota, 17:25       |
| 2  | Karolek            | 24 października 2009 | 2 693 250   | sobota, 17:25       |
| 3  | Marzenia Matyldy   | 31 października 2009 | 2 824 510   | sobota, 17:25       |
| 4  | Muzyka i gwiazdy   | 7 listopada 2009     | 3 076 490   | sobota, 17:25       |
| 5  | Rodzicielski zakaz | 21 listopada 2009    | 2 659 660   | sobota, 17:25       |
| 6  | Podszepty złego    | 28 listopada 2009    | 2 919 620   | sobota, 17:25       |
| 7  | Cygańska córka     | 5 grudnia 2009       |             | sobota, 17:25       |
| 8  | Miłość Filipy      | 12 grudnia 2009      | 2 972 280   | sobota, 17:25       |
| 9  | Paweł i Gaweł      | 19 grudnia 2009      |             | sobota, 17:25       |
| 10 | Szaleństwo dziadka | 26 grudnia 2009      | 2 742 770   | sobota, 17:25       |
| 11 | Dowód na istnienie | 2 stycznia 2010      | 3 853 760   | sobota, 17:25       |
| 12 | Ojciec drzew       | 9 stycznia 2010      |             | sobota, 17:25       |
| 13 | Jesienne imieniny  | 16 stycznia 2010     |             | sobota, 17:25       |